# Kula Kangri
El Kula Kangri (en tibetano: སྐུ་ལྷ་གངས་རི།) es una montaña de 7538 m s. n. m. en la frontera de Bután con el Tíbet. Kula Kangri significa «el Pico del Emperador» en tibetano.
Fue escalada por primera vez en 1986 por una expedición japonesa-china dirigida por Hira Kazumasa. También se da al año 1937 como el de la primera ascensión, ya que se dice que los escaladores Freddie Spencer Chapman y Pasang Dawa Lama ascendieron a la cumbre de Bután por la vía de la arista Sureste, como parte de una expedición británica.
Además de la cumbre principal en el poniente del macizo, en la frontera internacional, el Kula Kangri tiene una cumbre central de 7418 m, y una cumbre oriental de 7381 m, ambas ubicadas en territorio tibetano.

## La montaña más alta de Bután
El Kula Kangri ha sido considerada durante mucho tiempo la montaña más alta de Bután. Sin embargo, hay desacuerdos sobre la ubicación de la frontera exacta entre Bután y China. Es por esto que hay mapas en los que el Kula Kangri aparece como una montaña dentro del Tíbet. Según esta determinación, el Gangkhar Puensum ligeramente al sur, sería la montaña más alta de Bután. En el antiguo sistema de las montañas sagradas de la antigüedad tibetana, el Kula Kangri ocupa la posición meridional. Para los pobladores de Lhozhag, al sur del Tíbet, la montaña es residencia de la deidad de la guardia, y por tanto, tiene un significado sagrado.

## Especificación de la altura
La determinación de la altura del Kula Kangri fue hecha por varias expediciones, y más tarde por el ejército chino. Debido a esto, hay diferentes registros sobre la altura de la montaña, incluida la altitud de 7538 m s. n. m. en mapas militares. También hay una altura de 7554 m s. n. m., que corresponde a las mediciones del geólogo suizo Günter Syhrenfurth, quien determinó las alturas del Kula Kangri y del Gangkhar Puensum durante una expedición.

## Literatura
- Blanche-Christine Olschak y otros: Himalaya. Cultivando montañas, viviendo mitos, gente errante. vgs, Colonia 1987. ISBN 3-8025-2174-9
- Andreas Gruschke : Los lugares sagrados de los tibetanos. Mitos y leyendas de Kailash a Shambhala. Diederichs Verlag, Munich 1997, pp. 41-42, 88, 239-240. ISBN 3-424-01377-3